# 1032
Початок Високого Середньовіччя  •  Епоха вікінгів  •  Золота доба ісламу  •  Реконкіста  •  Київська Русь

## Геополітична ситуація
Візантію очолює Роман III Аргир. Конрад II є імператором Священної Римської імперії.
Королем Західного Франкського королівства є Генріх I.
Апеннінський півострів розділений між численними державами: північ належить Священній Римській імперії, середню частину займає Папська область, на південь від Римської області лежать невеликі незалежні герцогства, південна частина півострова належить Візантії. Південь Піренейського півострова займають численні емірати, що утворилися після розпаду Кордовського халіфату. Північну частину півострова займають християнські королівство Леон (Астурія, Галісія), Наварра (Арагон, Кастилія), де править Санчо III Великий, та Барселона.
Канут Великий є королем Англії й Данії.
У Київській Русі княжить Ярослав Мудрий. У Польщі повернув собі правління Мешко II. У Хорватії править Степан I. Королівство Угорщина очолює Іштван I.
Аббасидський халіфат очолює аль-Каїм, в Єгипті владу утримують Фатіміди, в Середній Азії — Караханіди, у Хорасані — Газневіди, які захопили частину Індії. У Китаї продовжується правління династії Сун. Значними державами Індії є Пала, Пратіхара, Чола. В Японії триває період Хей'ан.

## Події
- Князем Ярославом Мудрим засноване місто Біла Церква.
- Засноване місто Богуслав.
- Мешко II повернув собі польський трон, відібраний попереднього року братом Безпримом.
- Імператор Священної Римської імперії Конрад II став королем Бургундії після смерті бездітного Рудольфа III. Ед II де Блуа підняв повстання феодалів.
- У Франції голод.
- Розпочався перший понтифікат Бенедикта IX.
- Засноване місто Корсунь-Шевченківський.
- Засноване місто Біла Церква.

## Народились
- Чен Хао — китайський філософ, педагог часів династії Сун, один з основоположників неоконфуціанства.

## Померли
- Іван XIX — 145-й папа Римський.
- Оттоне Орсеоло — 27-й венеційський дож, наймолодший в історії Венеції.